# Marcel Mariën

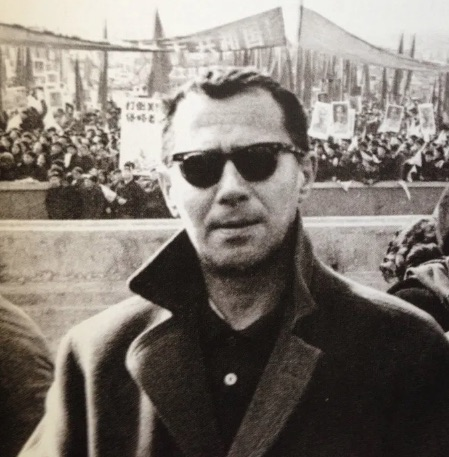
Marcel Mariën (1964)

Marcel Mariën (* 29. April 1920 in Antwerpen; † 19. September 1993 in Brüssel) war ein belgischer Dichter, Schriftsteller, Künstler, Fotograf und Kunstkritiker französischer Sprache.

## Leben und Werk
Marcel Mariën stieß mit 17 Jahren zu René Magritte und zu den belgischen Surrealisten um Paul Nougé, als dessen Schüler er sich später sah. Von 1940 bis zu seinem Tod 1993 veröffentlichte er anspruchsvolle surrealistische Texte und trug zur Theorie und Geschichte des belgischen Surrealismus bei. Von 1954 bis 1958 und von 1969 bis 1975 gab er die Zeitschrift Les Lèvres nues. Revue trimestrielle heraus. Daneben war er künstlerisch, fotografisch und filmschaffend tätig. Seine wichtigsten Texte wurden auch ins Deutsche übersetzt.
Marcel Mariën war vorübergehend mit Jane Graverol liiert.

## Werke (Auswahl)
- La chaise de sable. Brüssel 1940.
- Les Poids et les mesures. Éditions La Boétie, Brüssel 1944.
- Quand l’acier fut rompu. Variations sur quelques questions périssables. Les Lèvres nues, Brüssel 1957.
- Théorie de la révolution mondiale immédiate. Essai.  Les Lèvres nues, Brüssel 1958. Espace Nord, Brüssel 2018.
  - (deutsch) Weltrevolution in 365 Tagen. Versuch über das Unmögliche. Tiamat, Berlin 1989. (übersetzt von Jenny Graf-Bicher)
- L’activité surréaliste en Belgique 1924–1950.  Lebeer-Hossmann, Brüssel 1969. 1979.
- L’ancre jetée dans le doute. Brüssel 1972.
- (Hrsg.) Lettres surréalistes (1924–1940). Les Lèvres nues, Brüssel 1973.
- Figures de poupe. Nouvelles brèves. Simoën, Paris 1979. 1996.
- Les fantômes du château de cartes. Julliard, Paris 1981. Nouvelles. Labor, Brüssel 1993.
- La marche palière. Cognac 1982.
- Le radeau de la mémoire. Souvenirs déterminés. Paris 1983. Edition de l’Auteur, Brüssel 1988. (autobiographisch)
- Le Radeau au radoub. Brüssel 1983.
- Le Néné de Cléopâtre. Brüssel 1984.
- La Licorne à cinq pattes. Contreverbes. Brüssel 1986.
- Le Pont aux ânes. Brüssel 1987.
- Le chemin qui ne mène pas à Rome. Plein chant, Bassac 1995.
- (deutsch) Das Massengrab. Humoresken. Hrsg. und Übersetzer Heribert Becker. Kramer, Berlin 2012.